# Poolbillard-Jugendeuropameisterschaft 2014
Die Poolbillard-Jugendeuropameisterschaft 2014 war die 34. Austragung der von der European Pocket Billiard Federation veranstalteten Jugend-Kontinentalmeisterschaft im Poolbillard. Sie fand vom 1. bis 8. August 2014 im Hotel Bernardin in Portorož, einem Ortsteil der Stadt Piran in Slowenien statt.
Ausgespielt wurden die Disziplinen 14/1 endlos, 8-Ball, 9-Ball und 10-Ball in den Kategorien Junioren, Schüler und Juniorinnen. Bei den Juniorinnen gab es keinen 14/1-endlos-Wettbewerb, bei den Junioren sowie bei den Schülern wurden zudem Mannschafts-Europameister ermittelt.

## Medaillengewinner
| Disziplin              | Gold                | Silber              | Bronze              |
| ---------------------- | ------------------- | ------------------- | ------------------- |
| Junioren – 14/1 endlos | Joshua Filler       | Spassian Spassow    | Tian Zhang          |
| Junioren – 14/1 endlos | Joshua Filler       | Spassian Spassow    | Daniel Tångudd      |
| Junioren – 10-Ball     | Joshua Filler       | Daniel Tångudd      | Witalij Pazura      |
| Junioren – 10-Ball     | Joshua Filler       | Daniel Tångudd      | Tim de Ruyter       |
| Junioren – 8-Ball      | Raphael Wahl        | Pijus Labutis       | Witalij Pazura      |
| Junioren – 8-Ball      | Raphael Wahl        | Pijus Labutis       | Anton Slatew        |
| Junioren – 9-Ball      | Raphael Wahl        | Patryk Statkiewicz  | Joshua Filler       |
| Junioren – 9-Ball      | Raphael Wahl        | Patryk Statkiewicz  | Lukas Andersson     |
| Junioren – Mannschaft  | Deutschland         | Österreich          | Schweden            |
| Junioren – Mannschaft  | Deutschland         | Österreich          | Belarus             |
| Schüler – 14/1 endlos  | Daniel Macioł       | Cyriel Ledoux       | Patrick Hofmann     |
| Schüler – 14/1 endlos  | Daniel Macioł       | Cyriel Ledoux       | Maxim Dudanez       |
| Schüler – 10-Ball      | Maxim Dudanez       | Eklent Kaçi         | Wiktor Zieliński    |
| Schüler – 10-Ball      | Maxim Dudanez       | Eklent Kaçi         | Kęstutis Žadeikis   |
| Schüler – 8-Ball       | Daniel Macioł       | Michał Muklewicz    | Wiktor Zieliński    |
| Schüler – 8-Ball       | Daniel Macioł       | Michał Muklewicz    | Eklent Kaçi         |
| Schüler – 9-Ball       | Sanjin Pehlivanović | Cyriel Ledoux       | Eklent Kaçi         |
| Schüler – 9-Ball       | Sanjin Pehlivanović | Cyriel Ledoux       | Daniel Macioł       |
| Schüler – Mannschaft   | Polen               | Russland            | Deutschland         |
| Schüler – Mannschaft   | Polen               | Russland            | Österreich          |
| Juniorinnen – 10-Ball  | Kamila Khodjaeva    | Ana Gradišnik       | Natalja Seroschtan  |
| Juniorinnen – 10-Ball  | Kamila Khodjaeva    | Ana Gradišnik       | Marharyta Fjafilawa |
| Juniorinnen – 8-Ball   | Kristina Tkatsch    | Kamila Khodjaeva    | Ana Gradišnik       |
| Juniorinnen – 8-Ball   | Kristina Tkatsch    | Kamila Khodjaeva    | Natalja Seroschtan  |
| Juniorinnen – 9-Ball   | Kamila Khodjaeva    | Marharyta Fjafilawa | Diana Khodjaeva     |
| Juniorinnen – 9-Ball   | Kamila Khodjaeva    | Marharyta Fjafilawa | Ana Gradišnik       |